# Cleistes vargasii
Cleistes vargasii là một loài thực vật có hoa trong họ Lan. Loài này được (C.Schweinf.) Medley mô tả khoa học đầu tiên năm 1991.